# Les Veuves joyeuses
Pour plus de détails, voir Fiche technique et Distribution.
Les Veuves joyeuses (The Cemetery Club) est un film américain réalisé par Bill Duke, sorti en 1993.

## Fiche technique
- Titre : Les Veuves joyeuses
- Titre original : The Cemetery Club
- Réalisation : Bill Duke
- Scénario : Ivan Menchell d'après sa pièce
- Photographie : Steven Poster
- Montage : John Carter
- Musique : Elmer Bernstein
- Pays d'origine : États-Unis
- Studio de production :  Touchstone Pictures
- Format : Couleurs - 1,85:1
- Genre : comédie
- Date de sortie : 1993

## Distribution
- Ellen Burstyn : Esther Moskowitz
- Olympia Dukakis : Doris Silverman
- Diane Ladd : Lucille Rubin
- Danny Aiello : Ben Katz
- Lainie Kazan : Selma
- Jeff Howell : Paul
- Christina Ricci : Jessica
- Bernie Casey : John
- Alan Manson : Abe Silverman
- Stephen Pearlman : Rabbin
- Robert Costanzo : Morty
- Wallace Shawn : Larry
- Louis Guss : Ed Bonfigliano
- Hy Anzell : Al

Acteurs non crédités
- Catherine Keener : la fille d'Esther
- Jerry Orbach